# Ноблтон (Флорида)
Ноблтон (англ. Nobleton) — статистически обособленная местность, расположенная в округе Эрнандо (штат Флорида, США) с населением в 160 человек по статистическим данным переписи 2000 года.

## География
По данным Бюро переписи населения США статистически обособленная местность Ноблтон имеет общую площадь в 0,52 квадратных километров, водных ресурсов в черте населённого пункта не имеется.
Статистически обособленная местность Ноблтон расположена на высоте 18 м над уровнем моря.

## Демография
По данным переписи населения 2000 года в Ноблтонe проживало 160 человек, 46 семей, насчитывалось 77 домашних хозяйств и 146 жилых домов. Средняя плотность населения составляла около 307,69 человек на один квадратный километр. Расовый состав населённого пункта распределился следующим образом: 99,38 % белых, 0,62 % — представителей смешанных рас, Испаноговорящие составили 1,88 % от всех жителей статистически обособленной местности.
Из 77 домашних хозяйств в 20,8 % воспитывали детей в возрасте до 18 лет, 45,5 % представляли собой совместно проживающие супружеские пары, в 10,4 % семей женщины проживали без мужей, 39,0 % не имели семей. 32,5 % от общего числа семей на момент переписи жили самостоятельно, при этом 28,6 % составили одинокие пожилые люди в возрасте 65 лет и старше. Средний размер домашнего хозяйства составил 2,08 человек, а средний размер семьи — 2,55 человек.
Население статистически обособленной местности по возрастному диапазону по данным переписи 2000 года распределилось следующим образом: 19,4 % — жители младше 18 лет, 2,5 % — между 18 и 24 годами, 26,9 % — от 25 до 44 лет, 21,3 % — от 45 до 64 лет и 30,0 % — в возрасте 65 лет и старше. Средний возраст жителей составил 46 лет. На каждые 100 женщин в Ноблтонe приходилось 107,8 мужчин, при этом на каждые сто женщин 18 лет и старше приходилось 89,7 мужчин также старше 18 лет.
Средний доход на одно домашнее хозяйство статистически обособленной местности составил 25 417 долларов США, а средний доход на одну семью — 25 139 долларов. При этом мужчины имели средний доход в 52 656 долларов США в год против 31 250 долларов среднегодового дохода у женщин. Доход на душу населения статистически обособленной местности составил 25 417 долларов в год. 48,5 % от всего числа семей в населённом пункте и 50,8 % от всей численности населения находилось на момент переписи населения за чертой бедности, при том все жители младше 18 и старше 65 лет имели совокупный доход, превышающий прожиточный минимум.